# Doris Maletzki
Doris Maletzki, född den 11 juni 1952 i Salzwedel, Tyskland, är en före detta östtysk tidigare friidrottare inom kortdistanslöpning. 
Hon tog OS-guld på 4 x 400 meter vid friidrottstävlingarna 1976 i Montréal.  Maletzki tävlade för sportklubben SC Dynamo Berlin. 